# Canthidium gerstaeckeri
Canthidium gerstaeckeri är en skalbaggsart som beskrevs av Edgar von Harold 1867. Canthidium gerstaeckeri ingår i släktet Canthidium och familjen bladhorningar. Inga underarter finns listade.